# Nolgården Näs

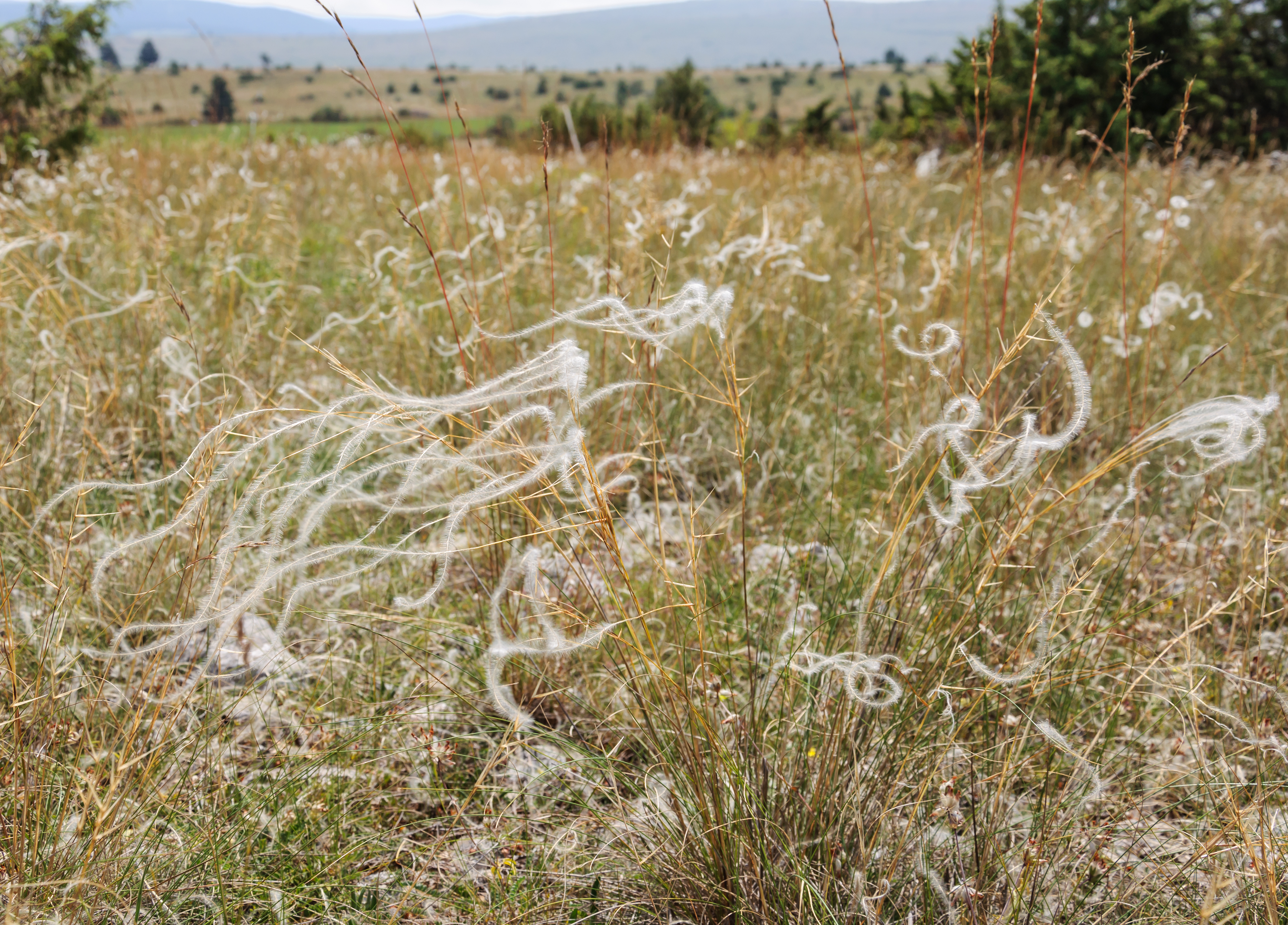
Fjädergräs

Nolgården Näs är ett naturreservat i Falköpings kommun i Västergötland.
Reservatet är 4 hektar stort och skyddat sedan 1983. Det är beläget öster om Vartofta och består av band av åsar och torrängar.
Det ovanliga fjädergräset blommar här riktligt liksom drakblomma, smalbladig lungört, trollsmultron, praktbrunört, färgmåra och backruta.
Åsen med fjädergräs fridlystes redan 1948 och ytterligare sex åspartier skyddades sedan 1966. Området ingår i ett större åslandskap som sträcker sig från Vartofta till Kvättak. Det är kalk, skiffer och sandsten som utgör grund för dessa åsar.
Området ingår i EU:s ekologiska nätverk av skyddade områden, Natura 2000.

## Bildgalleri

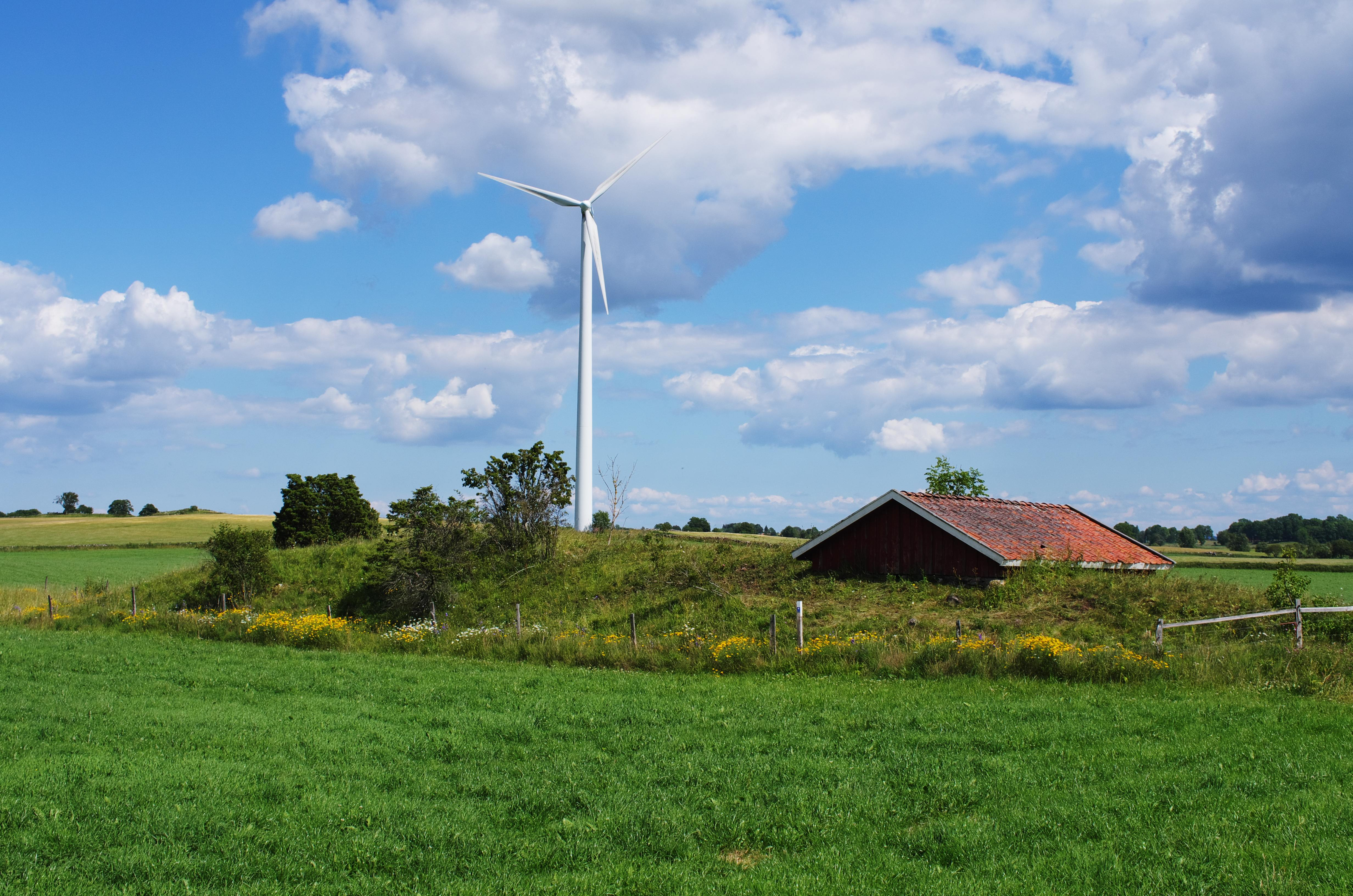
Naturreservatet ligger mitt i en vindkraftspark
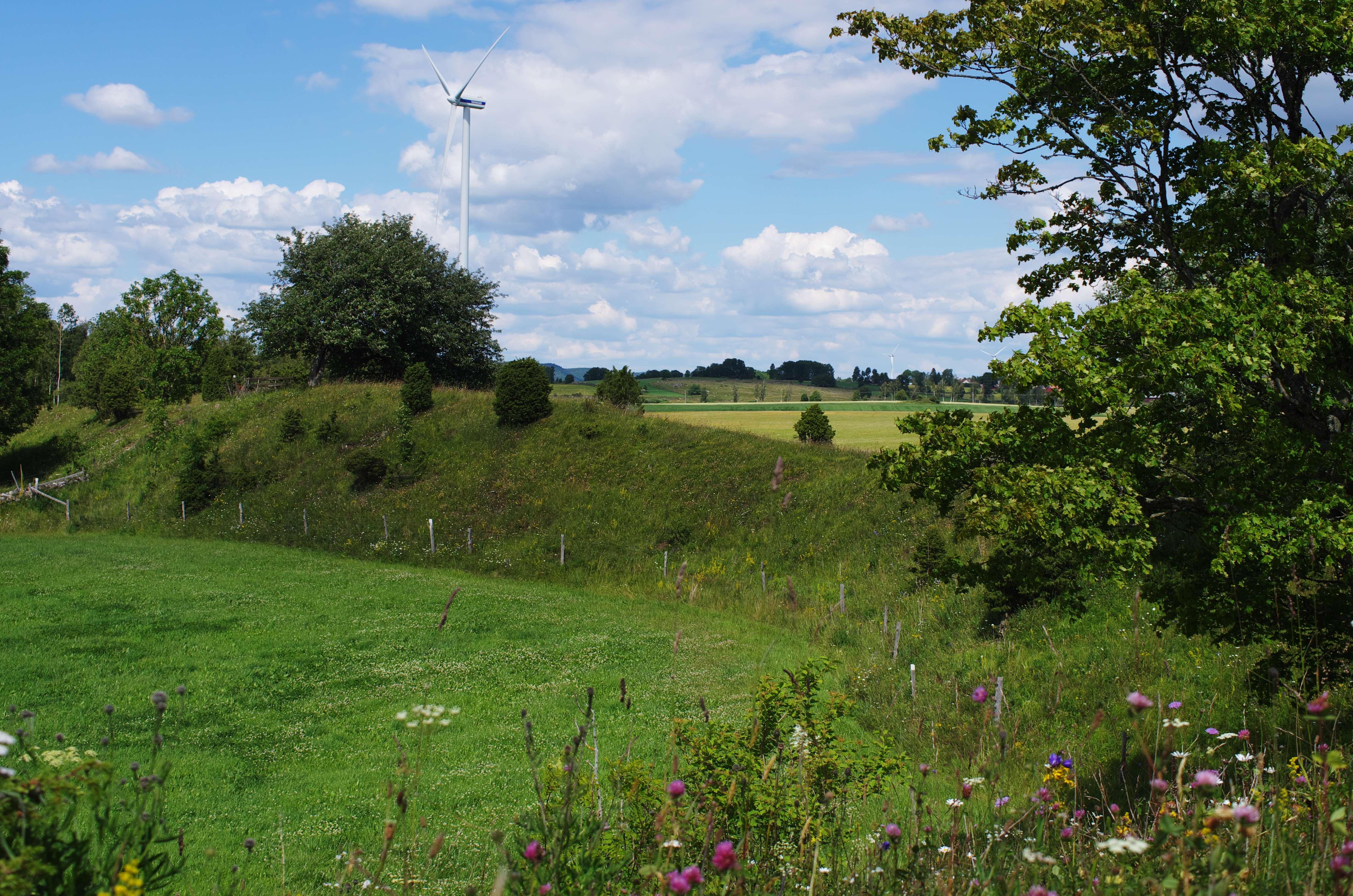
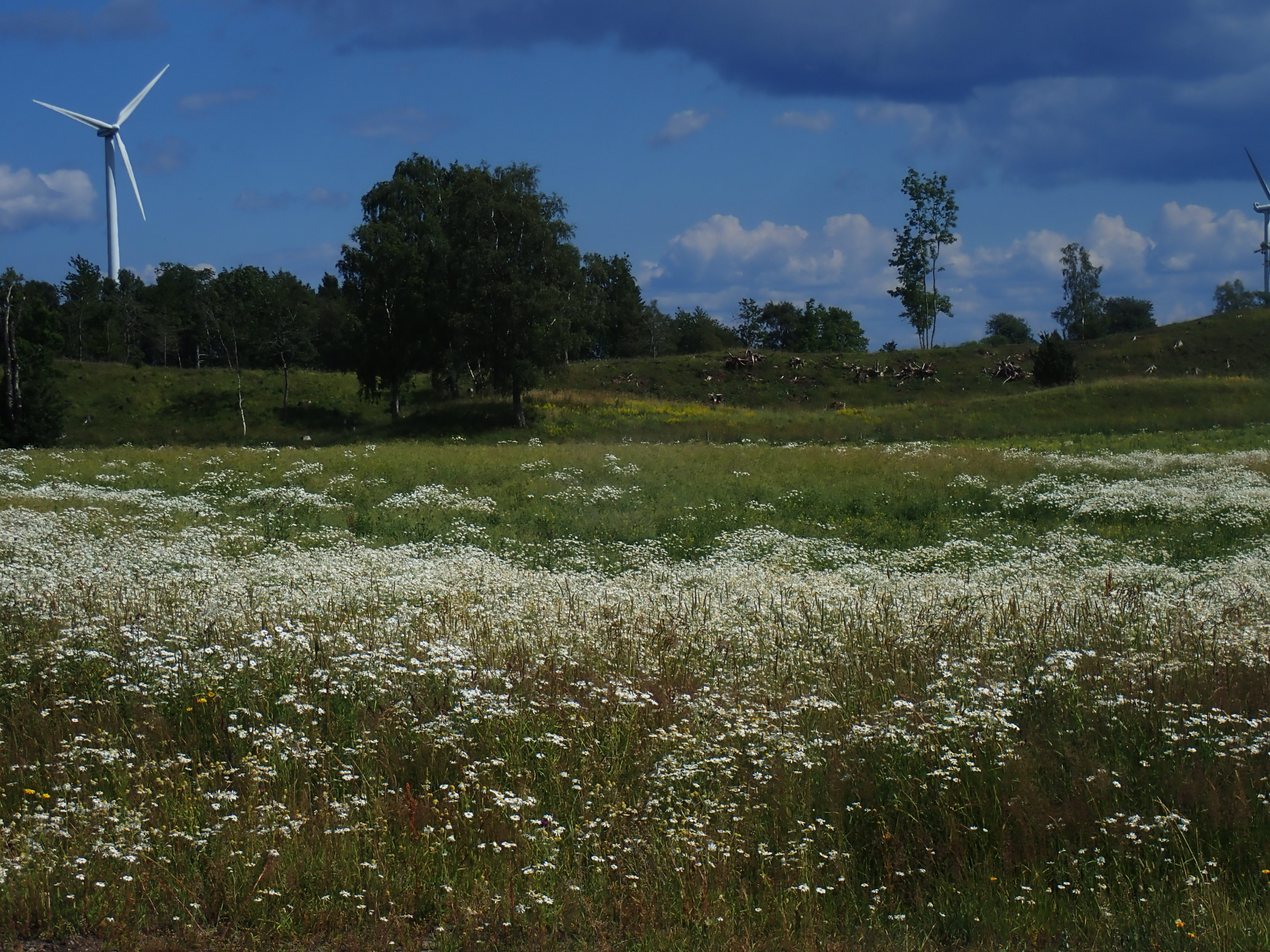
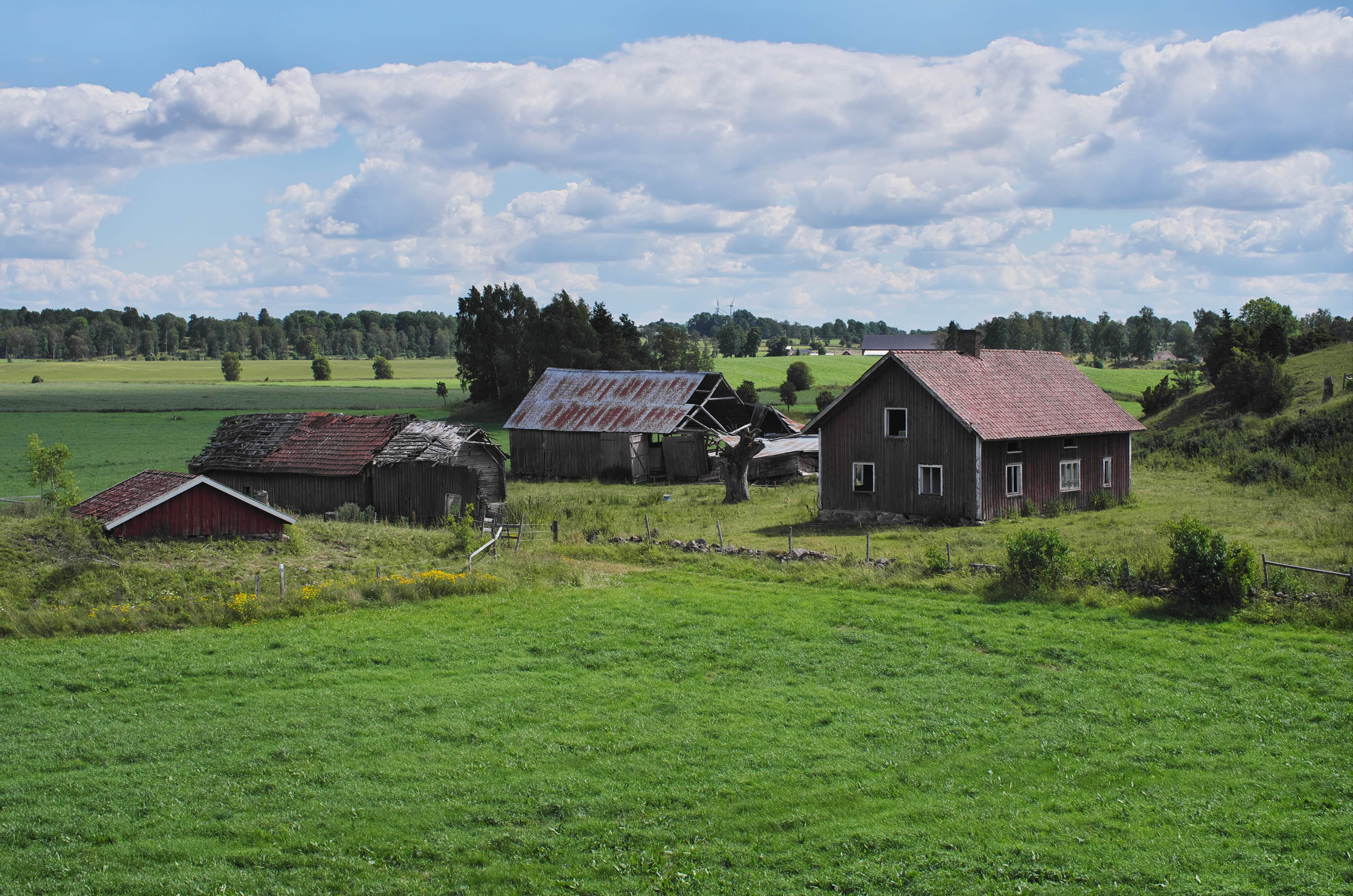
Den förfallna gården Nolgården